# Isaac Bashevis Singer
Isaac Bashevis Singer (Leoncin, 21 de novembro de 1902 – Miami, 24 de julho de 1991) foi um escritor judeu americano. Nasceu na Polônia, mas viveu muitos anos nos Estados Unidos, onde escreveu e publicou sua obra.
A obra de Singer ocupa posição destacada na literatura mundial e o escritor, reconhecido pela Academia Sueca com o Nobel de Literatura de 1978, faz parte daquele conjunto relevante de escritores que fizeram da literatura uma forma de representar a vida, o mundo, a sociedade e o ser humano.
Singer, filho e neto de rabinos hassídicos, emigrante para Nova York em 1935, construiu um universo ficcional que remete continuamente à infância e à adolescência vividas na Europa e à atmosfera de intensa religiosidade em que foi educado, donde vêm os elementos predominantes de seu estilo e o estímulo da intenção de rever um “mundo morto”, o das pequenas comunidades judias nas aldeias polonesas (chamavam-se shtetl as povoações ou bairros de cidades com uma população predominantemente judaica). Seus contos, escritos de maneira simples, sem grandes sofisticações — revelando, no entanto, grande capacidade criativa e penetração crítica —, são comparáveis somente aos contos dos grandes nomes da literatura universal, como Guy de Maupassant, Edgar Allan Poe, E. T. A. Hoffmann e Machado de Assis.
Embora no Brasil sua obra seja relativamente pouco conhecida, é muito conhecida e estudada nas universidades norte-americanas e europeias, contando com núcleos específicos de pesquisa e crítica literária, da mesma forma que acontece com os grandes nomes da literatura mundial.
Estados Unidos, Alemanha, França, Itália, Inglaterra e Polônia representam, em sequência, os países em que a obra de Bashevis Singer é mais conhecida, possuindo grande número de leitores, com a publicação dos vários títulos do autor. São comuns também estudos biográficos e estudos crítico-literários sobre a sua literatura, além de perspectivas analíticas sobre a importância de sua obra para a literatura judaica e para a literatura em geral.
No Brasil, recentemente a coletânea de contos The collected stories of Isaac Bashevis Singer, reunião dos melhores contos, feita pelo próprio autor, foi traduzida e publicada. E muitos são os leitores que buscam em sua literatura uma maneira de compreender a tradição judaica.

## Biografia
Isaac Bashevis Singer nasceu Icek-Hersz Zynger em Leoncin, um vilarejo habitado principalmente por judeus perto de Varsóvia, na Polônia, então parte do Império Russo, provavelmente em 21 de novembro de 1902. Esta data está de acordo com o que Singer admitia para sua secretária Dvorah Telushkin e com os eventos históricos a que ele e seu irmão se referem em suas memórias de infância. A data de nascimento oficial, 14 de julho de 1904, foi estipulada arbitrariamente por Singer quando jovem. O pai de Singer era um rabino hassídico e sua mãe, Bathsheba, era filha do rabino de Bilgoraj. Mais tarde Singer usaria o nome dela em seu nome artístico — "Bashevis" significa o filho de Bathsheba. O irmão de Singer, Israel Joshua Singer, também foi um notável escritor. A irmã mais velha deles, Esther Kreitman, também era escritora. Ela foi a primeira da família a se interessar por literatura.
A família se mudou para Radzimin em 1907. Lá, seu pai se tornou o chefe da Yeshiva. Depois que o prédio da Yeshiva pegou fogo (ou foi incendiado), a família se mudou para a Krochmalna-Street, o bairro dos judeus pobres de Varsóvia, em 1908. Foi lá que Singer cresceu. Seu pai exercia as funções do rabinato local, isto é, era juiz, árbitro e autoridade religiosa e espiritual.
Em 1917, durante a Primeira Guerra Mundial, a família teve de se separar. Isaac se mudou com sua mãe e seu irmão mais novo, Moshe, para a terra natal de sua mãe, Bilgoraj, um vilarejo judeu tradicional, também conhecido como shtetl. Assim que seu pai se tornou rabino com uma sinagoga para si novamente, em 1921, Singer voltou para Varsóvia, onde ele passou a freqüentar o Seminário para Rabinos de Tachkemoni. Ele acabou desistindo de se tornar rabino porque nem a profissão nem a escola o interessavam muito. Voltou, então, para Bilgora, onde tentou se sustentar dando aulas de hebraico. Logo desistiu, voltando para casa de seus pais e se considerando um perdedor. Até que, em 1923, seu irmão mais velho, Israel, conseguiu que ele trabalhasse como revisor para o jornal Literarische Bleter, de Varsóvia, onde ele trabalhava como editor. 
A primeira história escrita por Singer ganhou o prêmio literário do jornal Literarishe bletter. Ele imediatamente se tornou uma promessa. Uma reflexão sobre estes primeiros anos como escritor por ser encontrado em muitas de suas obras tardias. O primeiro romance de Singer, Satã em Gorai, foi publicado em fascículos pela revista Globus, fundada pelo seu amigo e poeta Aaron Zeitlin em 1935. O romance conta a história de eventos ocorridos na pequena cidade de Gorái, próxima a Bilgoraj, depois da terrível catástrofe de 1648, quando dois terços dos judeus poloneses foram mortos pela ação de cossacos. O último capítulo do livro é escrito num estilo que imita as crônicas medievais escritas em iídiche.

## Obras
- Eulogy to a Shoelace (sem data)
- A Família Moskat (1950), Francisco Alves, 1982, tradução de Áurea Brito Weissenberg
- Satã em Gorai (1955), edição brasileira: Perspectiva, 1992. ISBN: 8527305739; edição portuguesa: Editora: Ulisseia, 2011, ISBN: 9789725686812
- O Mágico de Lublin (1960), Bibliotex 2003. ISBN: 84-96180-31-X
- O Escravo (1962), Germinal, 2004. ISBN: 8586439126.
- Breve Sexta-Feira (1963), Francisco Alves, 1977, 2001 (4.ª edição), ISBN: 9788526504356, tradução de Hélio Pólvora
- Zlateh the Goat (1966)
- The Fearsome Inn (1967)
- Mazel and Shlimazel (1967)
- O Solar (1967), Francisco Alves, 1984, tradução de Áurea Brito Weissenberg
- Utzel and his Daughter, Poverty (1968)
- The Estate (1969)
- O Golem (1969), Perspectiva, 1992. ISBN: 8527305364
- A Day of Pleasure, Stories of a Boy Growing Up In Warsaw (1969)
- Um Amigo de Kafka  (1970), L&PM, 2005. ISBN: 852541400X
- Elijah The Slave (1970)
- Joseph and Koza: or the Sacrifice to the Vistula (1970)
- The Topsy-Turvy Emperor of China (1971)
- Inimigos: uma História de Amor (1972), L&PM, 2003. ISBN: 8525409448; Lisboa : Dom Quixote, 1ª edição: 1990; 2ª edição: 2003. ISBN: 972-20-0754-8
- The Wicked City (1972)
- The Hasidim (1973)
- Fools of Chelm and Their History (1973)
- A Crown of Feathers, and Other Stories (1974)
- Naftali and the Storyteller and His Horse, Sus (1976)
- Um menino à procura de Deus (1976), Publicado em 1984  no livro Amor e Exílio: Memórias
- Shosha (1978), Francis, 2005. ISBN: 9788589362597
- Um jovem à procura do amor (1978), Publicado em 1984  no livro Amor e Exílio: Memórias
- Reaches of Heaven. A Story Of The Baal Shem Tov (1980)
- 47 Contos de Isaac Bashevis Singer (1982), Companhia das Letras, 2004. ISBN: 8535905030
- O Penitente (1983), L&PM, 1998. ISBN: 8525409057
- Yentl (1983), Livros de Bolso Europa-América, 1962
- Why Noah Chose the Dove (1984)
- Amor e Exílio: Memórias (1984), L&PM, 1985, ISBN: 8525400211, tradução de Lya Luft
- Histórias Para Crianças (1985), Topbooks, 2009. ISBN: 9788574751696
- The King of the Fields (1988)
- A Morte de Matusalém: e Outros Contos (1988), Companhia das Letras, 2010. ISBN: 9788535916171; 2011. ISBN: 9788535919028
- Escória (1991), Siciliano, 1992, ISBN: 852670429X, tradução de Hélio Pólvora
- The Certificate (1992)
- Meshugah (1994)
- Sombras sobre o rio Hudson (1997), Companhia das Letras, 1999. ISBN: 9788571649415
- No Tribunal de Meu Pai, Companhia das Letras, 2008. ISBN: 9788535912340